# Ачкасов, Сергей Иванович
Сергей Иванович Ачкасов (род. 12 июля 1962 года) — российский учёный-хирург, специалист в области колопроктологии, член-корреспондент РАН (2022).

## Биография
Родился 12 июля 1962 года.
В 1985 году — с отличием окончил лечебный факультет Волгоградского государственного медицинского института и был направлен на работу в отделение общей хирургии областной больницы № 1 г. Ульяновска.
В 1986 году — окончил интернатуру по специальности хирургия и работал врачом по оказанию экстренной хирургической помощи.
В 1987 году — поступил в клиническую ординатуру в (сейчас — Национальный медицинский исследовательский центр колопроктологии им. А.Н. Рыжих) по специальности колопроктология, а по её окончании — в очную аспирантуру, которую окончил в 1992 году.
В 1992 году — защитил кандидатскую диссертацию, тема: «Хирургическая тактика при восстановительном лечении осложненного дивертикулеза ободочной кишки».
С 1992 по 1996 годы — работал врачом-хирургом ГНЦК имени А. Н. Рыжих.
В 1992 году — проходил стажировку в хирургический отдел клиники Мейо, Рочестер, США.
С 1996 по 1998 годы — работал в должности научного сотрудника.
В 1997 году — проходил стажировку в госпитале Святого Марка, Лондон, Англия.
В 2003 году — защитил докторскую диссертацию, тема: «Аномалии развития и положения толстой кишки у взрослых. Клиника, диагностика, лечение».
С 1998 года — старший научный сотрудник, с 2007 по 2011 годы — ведущий научный сотрудник хирургического отделения ободочной кишки, в 2011 году — назначен научным руководителем отдела онкологии и хирургии ободочной кишки, в 2021 году — заместителем директора по инновационному развитию, 2 ноября 2021 года — назначен директором ГНЦК имени А. Н. Рыжих.
В 2012 году — присвоено учёное звание профессора.
В 2022 году — избран членом-корреспондентом РАН от Отделения медицинских наук.

## Научная деятельность
Специалист в области хирургической колопроктологии, хирург высшей квалификационной категории.
Автор более 200 печатных работ, 14 патентов на изобретения, членом авторского коллектива руководств для врачей («Основы колопроктологии», «Справочника по колопроктологии», «Болезнь Гиршпрунга у взрослых», «Колит отключенной кишки», «Абдоминальная хирургия», «Неотложная абдоминальная хирургия», «Метастатический колоректальный рак», «Кишечные стомы»), 7 различных монографий и глав в учебниках, посвященных колопроктологии и общей хирургии.
Соавтор национальных клинических рекомендаций по диагностике и лечению колопроктологических заболеваний;
С 2006 года осуществляет научное руководство службой реабилитации стомированных больных России.
Член ассоциации врачей колопроктологов России, Европейского Колопроктологического Общества, Всемирной Ассоциации университетских колоректальных хирургов. Член редколлегии журнала «Колопроктология» и журнала «Хирургия» им. Н. И. Пирогова;
Национальный представитель Европейского Колопроктологического Общества от России (с 2008 года); председатель попечительского совета Европейского Колопроктологического Общества (с 2012 года).
С 2013 года — эксперт Росздравнадзора по оказанию высокотехнологичной медицинской помощи, оказываемой в ФСМУ, а также медицинской помощи в рамках национального проекта «Здоровье», применения лекарственных средств и изделий медицинского назначения и медицинской техники при выполнении услуг по специальности «колопроктология», «онкология», «хирургия»;

## Награды
- Орден Пирогова (5 февраля 2024 года) — за большой вклад в развитие отечественной науки, многолетнюю плодотворную деятельность и в связи с 300-летием со дня основания Российской академии наук[2]
- Премия Правительства Российской Федерации в области науки и техники (в составе группы, за 2016 год) — за разработку и внедрение междисциплинарной стратегии в лечении колоректального рака[3]
- Медаль Министерства здравоохранения России «За заслуги перед Отечественным здравоохранением», награждён 27.06.2022.